# Talking Tom și prietenii lui
Talking Tom și prietenii lui (în engleză Talking Tom and Friends) este un serial animat produs de Outfit7, bazat pe franciza Talking Tom and Friends. Este difuzat pe YouTube în Statele Unite ale Americii, iar în România, este difuzat pe Minimax. Premiera în România a fost pe 18 mai 2020.
Sezonul 2 al serialului Talking Tom și prietenii lui a avut premieră pe Minimax pe 12 iulie 2020. Momentan doar câteva episoade din Sezonul 2 au fost difuzate pe Minimax.
Sezonul 3 al serialului Talking Tom și Prietenii lui a avut premiera pe 26 octombrie 2020 pe canalul Minimax.
Sezonul 4 al serialului Talking Tom și Prietenii lui a avut premiera pe 16 decembrie 2020 pe canalul Minimax.
Sezonul 5 al serialului Talking Tom și Prietenii lui a avut premiera pe 4 martie 2021 pe canalul Minimax.

## Personaje
- Talking Tom
- Talking Ben
- Talking Angela
- Talking Ginger
- Talking Hank
- Becca Sparkles (Talking Becca)
- Roy Raccon (Sezonul 5)
- Moș Crăciun
- Maurice Claremont (MC)
- Directorul Carl
- Daren
- Rhonda
- Doamna Vanthrax
- Jeremy
- Proprietarul
- Xenon
- Ricky DeLuna
- Victoria Payne
- Dr. Internet
- Will-Z
- Gilbert (Sezoanele 1 și 4)
- Steve Hobbs
- Steve Bosniaci
- Mel
- Flo
- Grădinarul
- Wesley
- Mama lui Ben
- Autum Summers
- Ronnie
- Zapperi (Inamici)
- Hipster
- SARA (Sezonul 3)
- Mama Știulete (Sezonul 3)
- Nighel (Sezonul 4)
- Reece
- Dirk Scut
- Augustus
- Tony Macaroni

## Voci
- Colin Hanks - Tom
- James Adomian - Ben
- Tom Kenny -
  - Hank
  - Moș Crăciun
- Lisa Schwartz - Angela
- Maria Bamford - Ginger

## Episoade

### Pilot
1. Audiția

### Sezonul 1
1. Tom cel Tăcut
2. Serviciul Clienți
3. Future Tron
4. Aplicația Absertivă
5. Ben cel Magnetic
6. Eșarfa lui Angela
7. Ben și Scorul cel Mare
8. O Încurcătură Strategică
9. Omul de pe Lună - Partea I
10. Omul de pe Lună - Partea a-II-a
11. Hank e Milionar
12. Aplicația de Halloween
13. Marele Ben
14. Hank Gândește
15. Generatorul de Microbi
16. Regizorul Hank
17. Ai Nevoie doar de Telefonul Mănușă
18. Vrăjitor la Ping Pong
19. Doctorul Hank
20. Cineva o Necăjește pe Angela
21. Fortul făcut din Pături
22. Directorul Buclucaș
23. Colegul de Cameră Perfect
24. Concursul
25. Angela contra unui Critic
26. Ziua Perfectă
27. Cântecul lui Tom
28. Piratul Fantomă
29. Ginger joacă Tenis
30. Tom cel Grozav
31. Will-Zee
32. Detectivul
33. Ca un Ninja
34. Profilul lui Tom
35. 127 de Minute
36. Fiul lui Ben
37. Marea șansă al lui Tom
38. Valul de Căldură
39. Întoarcerea Microbului
40. Lui Angela îi place Sportul
41. Hank gândește un loc de Muncă
42. Universul Paralel
43. Introducere În Chimie
44. Galileo
45. Schimbi de Voci
46. Teoria Jocului
47. Muzeul Distracției
48. Amintiri Jenante
49. Secretul - Partea I
50. Secretul - Partea a-II-a
51. Secretul - Partea a-III-a

### Sezonul 2
1. Sărutul Uitat
2. Prima Întâlnire Extremă
3. Doar Amici
4. Bătălia Cuplurilor - Partea I
5. Bătălia Cuplurilor - Partea a-II-a
6. Geniul din Umbră
7. Șmecherul și Tocilarul
8. Sabotajul
9. Votați-l Pe Tom
10. Un Oraș Fericit
11. Clubul Tocilarilor
12. Burger cu Taco și Spaghete
13. Dezastru la Întâlnirea Dublă
14. Un Email Din Greșeală
15. Tom e Dădacă
16. Festinul din Garaj
17. Înapoi la Școală
18. Plimbare Prin Dragoste
19. Adio Bongo
20. Conflicte în Spațiu
21. Salvandu-l pe Moș Crăciun
22. Angie Aprica
23. Un Proprietar Îndrăgostit
24. O Afacere Cu Pește
25. Angela e Prezicatoare
26. Secretul Adânc

### Sezonul 3
1. Piratii Iubirii
2. Picnic Cu Supereroi
3. Misiunea: Ștergerea
4. O Chestiune Din Garaj
5. Concursul Muzical
6. Regina Dronelor
7. Vânătoarea De Comori
8. Prietenul Galactic
9. Un Cuplu Cu Probleme
10. Cercetașii Rătăciți
11. Eroul Hank
12. Petrecerea Simandicoasa
13. Profesorul Suplinitor
14. Tom cel Curajos
15. Al 6-lea Prieten
16. Din Nou Copii
17. Celălalt Tom
18. Nano-Minciunica
19. Floricele De Porumb
20. Hank Contra Vampirilor
21. Concursul De Dans
22. Fără Prieteni
23. Cea Care Spune, Da
24. Codurile De Trișare
25. Retro-Sonic Angela
26. Apocalipsa Cibernetică

### Sezonul 4
1. Angela a Dispărut
2. Ciudați, într-o lume Ciudată
3. Microbul se cumințește
4. Detoxifiere Digitală
5. Formarea Unui Jefuitor
6. Tom, Gardă de corp
7. Accidentul Rutier
8. Supermodelul Tom
9. Cine e Becca?
10. Grozava Cutie
11. Salvați Copacul
12. Starlight Blue
13. Vanthrax cea care Vânează Monștrii
14. Cazul Blestemelor
15. Cadoul Aniversal
16. Seara Jocurilor de Societate
17. Vedetele de Televiziune ale lui Hank
18. Întoarcerea Microbilor
19. Brățara Prieteniei
20. Meteorologia
21. Balul Zăpezii
22. Afaceri Dubioase
23. Război pentru Ciocolată
24. Meciul de Baschet
25. Talking Tom și Inamicii Lui
26. Aventura Angelei

### Sezonul 5
1. Vecinul Roy
2. Invitatia
3. Tom cel din Hârtie
4. Tom micro-spionul
5. Colega de Camera
6. Ginger și Fata
7. În excursie cu Părinții
8. Câștigă o zi cu Angela
9. O zi pe Plajă
10. Războiul Colegelor de Cameră
11. Ziua Poznelor
12. Puiul de Somn
13. Roy și Haloween-ul
14. Vin, Părinții
15. Hank contra lui Bongo și Mcgillicuddy
16. Tom devine Guru
17. Lista Copiilor Răi
18. Cursa lui Roy
19. Fioroasa Becca
20. Răvașul Angelei
21. Cavalerul Ginger
22. Cine este Billy?
23. Țeluri de Relație
24. Ginger e un Geniu
25. Nimeni nu-l Suportă pe Tom
26. Prietenii Lui Tom